# کریستین مندی
کریستین مندی (انگلیسی: Christian Mendy؛ زادهٔ ۷ نوامبر ۱۹۸۴) بازیکن فوتبال اهل سنگال است.
از باشگاه‌هایی که در آن بازی کرده‌است می‌توان به باشگاه فوتبال ستاره سرخ و باشگاه فوتبال دپورتیوو آلاوس اشاره کرد.